# Otis Breustedt
Otis Breustedt (* 24. Mai 1995 in Bremen) ist ein deutscher Fußballspieler auf der Position eines Stürmers.

## Karriere
Der gebürtige Bremer war seit 2004 für den größten Bremer Fußballverein, den SV Werder Bremen, aktiv. Seit 2013 spielte er dort in der U-19-Mannschaft und erzielte zwei Tore in acht Einsätzen. Am 21. September 2013 spielte er für SV Werder Bremen II in der Regionalliga Nord gegen VfR Neumünster.
Am 31. Januar 2014 wurde bekannt, dass Otis Breustedt in die 3. Liga zum FC Rot-Weiß Erfurt wechselt. Seinen ersten Einsatz hatte er dort am 8. Februar 2014 (24. Spieltag der Saison 2013/14) bei der 0:2-Heimniederlage gegen RB Leipzig, als er in der 78. Minute für Christopher Drazan eingewechselt wurde.
In der Winterpause 2015/16 löste er seinen Vertrag in Erfurt wieder auf und wechselte am 1. Februar 2016 bis Saisonende zum Lüneburger SK Hansa in die Regionalliga Nord.
Im Sommer 2016 verpflichtete ihn der BFC Dynamo, für den er drei Jahre in der Regionalliga Nordost spielte. Am 14. August 2017 bestritt er mit dem BFC Dynamo das Spiel der ersten Hauptrunde des DFB-Pokals gegen FC Schalke 04 und am 19. August 2018 gegen den 1. FC Köln.
Im November 2019 schloss sich der vereinslose Breustedt zunächst dem Berlin-Ligisten FC Brandenburg 03 an und wechselte kurz danach zum Brandenburger SC Süd in die Oberliga Nordost. Dort absolvierte er zwei Spiele, bevor der Spielbetrieb im Rahmen der Infektionsschutzmaßnahmen gegen die COVID-19-Pandemie eingestellt wurde.
Im Januar 2021 kam er zum Oberligisten SV Tasmania Berlin, stieg mit ihnen in die Regionalliga auf und zum Ende der Saison 2021/22 wieder ab.